# シクロヘキサデカノリド
シクロヘキサデカノリド（英: Cyclohexadecanolide）は、C16H30O2で表される大環状合成ムスクの一種である。

## 合成
5-シクロヘキサデセノンまたは8-シクロヘキサデセノンを水素化して得たシクロヘキサデカノンをバイヤー・ビリガー酸化することにより、得られる。シクロヘキサノンの過酸化物三量体を光分解する方法も研究されたが、この方法では反応経路が短い半面、爆発の危険を伴う。

## 用途
調合香料の保留剤として使用される。